# Polystichum hillebrandii
Polystichum hillebrandii är en träjonväxtart som beskrevs av Élie Abel Carrière.
Polystichum hillebrandii ingår i släktet Polystichum och familjen Dryopteridaceae. Inga underarter finns listade i Catalogue of Life.

## Bildgalleri

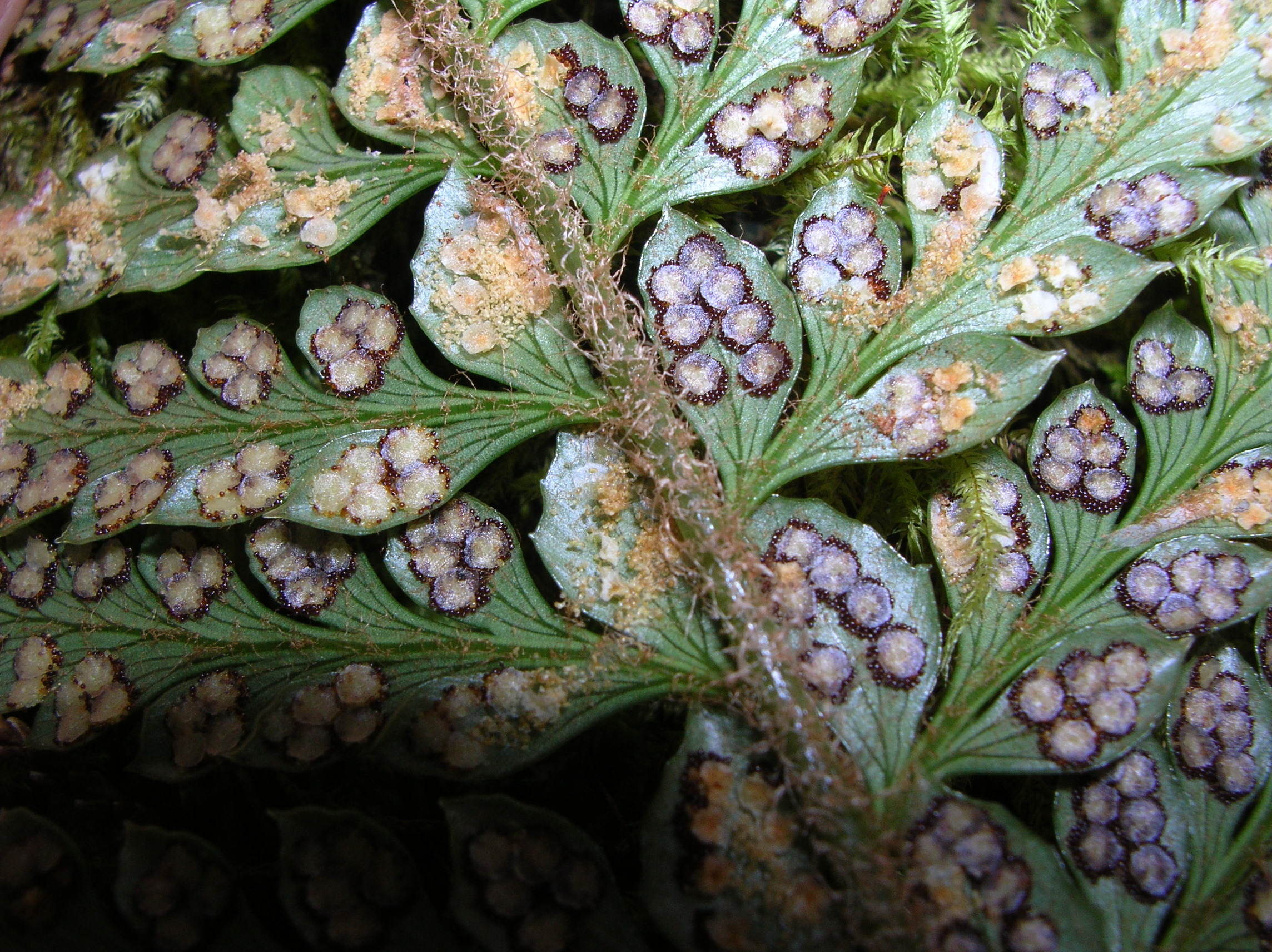
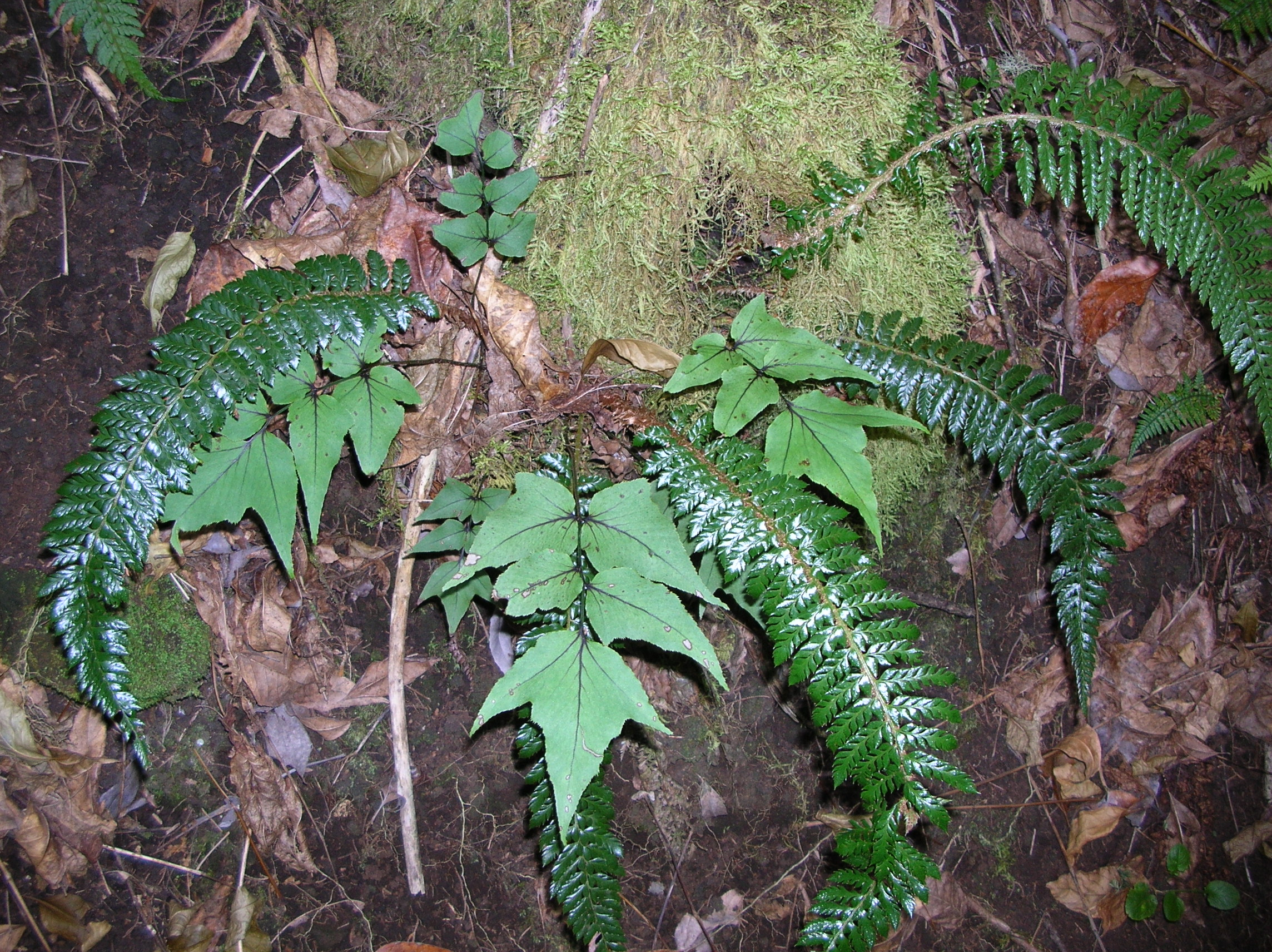